# 海南大头茶
海南大头茶（学名：Gordonia hainanensis）为山茶科大头茶属下的一个种。其种加词“hainanensis”意为“海南的”。
现接受名为海南大头茶（Polyspora hainanensis (Hung T.Chang) C.X.Ye ex Bartholomew et Ming, 1990）。